# Post Impact
Post Impact (en español: El día después del impacto en España y Después del impacto en Argentina) es un telefilme catastrófico de 2004 dirigida por Christoph Schrewe y protagonizada por Dean Cain y Bettina Zimmermann.

## Argumento
Es el año 2010. El cometa Bay-Leder 7 se acerca a la Tierra de tal manera que puede verse a simple vista. Desde Berlín en una recepción en la Embajada de los Estados Unidos, Gregor Starndorf, cuyo Instituto Starndorf (NLOSI) descubrió el cometa, y su hija Anna observan el cometa. 
Sin embargo, después de chocar con un asteroide no registrado, el cometa cambia de rumbo y amenaza con estrellarse contra la Tierra sobre Rusia amenazando con acabar con la humanidad. Por ello, con la ayuda del satélite "SolStar2" desarrollado por Starndorf, se dispara un rayo de microondas para destruirlo. Solo parcialmente lo consigue. El resto cae como previsto en Rusia. 
Poco después del impacto, Anna puede salir de Berlín en el último avión y su padre se queda atrás. Tom Parker, un guardia de seguridad de la embajada, también sube al avión, pero tiene que dejar atrás a su esposa y a su hija. Al final como consecuencia del impacto, toda Europa y el hemisferio norte están enterrados bajo masas de nieve, hielo y cielo cubierto debido a cambios drásticos en el clima causado por el impacto. 4.000 millones de personas mueren por todo el planeta por ello.
En 2013, la población del norte que ha sobrevivido está cerca del Ecuador terrestre, ha creado un nuevo país y su capital es Tánger. Entonces alguien reactiva SolStar2 con el propósito de destruir la ciudad. Anna, Tom y un equipo de soldados militares bajo el mando de Preston Waters es enviado a Berlín para detenerlo. En Berlín, ahora con temperaturas polares, encuentran a unos pocos supervivientes bajo el mando del Doctor, que han logrado sobrevivir.
Descubren que el Doctor es Standorf, ahora ciego, que ha descubierto la manera de utilizar SolStar2 para mejorar el clima. Sin embargo su lugarteniente Hintze ha tomado el control del satélite y del grupo y quiere destruir Tánger en venganza porque los han dejado atrás matando a Standorf por el camino. Bajo altas pérdidas Hintze puede ser detenido, el cual también acaba muerto.
Sin embargo uno de los soldados, Sarah Henley resulta ser una sicaria que por encargo de parte del gobierno nuevo ha sido enviada para utilizar SolStar2 contra La Meca para destruirla por 10 millones de dólares para así forzar al Oriente Medio a darles petróleo, que ahora venden por precios muy altos, por menos dinero. Mata a Waters y consigue tomar SolStar2 bajo control. Sin embargo Anna y Tom logran matarla antes de que pueda conseguir lo que quería. También son los últimos supervivientes de la expedición.
Después de ello Anna lleva a cabo el plan de su padre con la ayuda de Tom, que consiste en bombardear prolongadamente en un nivel bajo el cielo cubierto con microondas en un círculo de 1000 km de diámetro alrededor de Berlín para cambiar el clima a mejor. Mientras el plan es ejecutado, Tom busca y encuentra finalmente a su familia que tuvo que dejar atrás. Está muerta, pero se despidió antes de él con una carta antes de morir. 
Luego, con el tiempo, el cambio climático ocurre con éxito gracias a la ejecución de ese plan. Entonces los supervivientes, Tom y Anna pueden ver finalmente otra vez el sol en Berlín.

## Reparto
| Actor              | Papel            |
| ------------------ | ---------------- |
| Dean Cain          | Tom Parker       |
| Bettina Zimmermann | Anna Standorf    |
| Joanna Taylor      | Sarah Henley     |
| Nigel Bennett      | Preston Waters   |
| John Keogh         | Klaus Hintze     |
| Cheyenne Rushing   | Sandra Paker     |
| Hanns Zischler     | Gregor Starndorf |

## Producción

### Desarrollo
Todo empezó cuando ProSieben entró en producciones internacionales. Eso llevó a su participación en la película Hielo (1998), que tuvo un éxito tremendo en Alemania. Aun así en ProSieben no se quiso hacer una franquicia, por lo que sus creadores finalmente se dirigieron a RTL. Aceptaron filmar la próxima película catastrófica con hielo como base bajo la condición que se pusiese a Berlín cubierta de hielo y se aceptó la condición.

### Rodaje
Una vez que se consiguió el presupuesto, terminado el guion y elegido el director y los actores, se decidió acelerar la producción para estrenarla antes de The Day After Tomorrow (2004) para que no fracasase ante esa película, la cual se hizo en Bulgaria. Se consiguió estrenarlo así una semana antes del estreno de la otra película.

## Recepción
Tuvo un gran éxito de audiencia en Alemania y en los Estados Unidos durante su estreno, donde fue estrenado en SciFi. También tuvo gran éxito cuando se volvió a emitir la película otras veces desde entonces en esos países. También tuvo gran éxito cuando se estrenó en DVD.